# Smoleń-Poluby
Smoleń-Poluby – wieś w Polsce, w województwie mazowieckim, w powiecie przasnyskim, w gminie Czernice Borowe. 
Wieś wchodzi w skład sołectwa Pierzchały.
Do 2023 miejscowość była przysiółkiem wsi Pierzchały.
W latach 1975–1998 miejscowość administracyjnie należała do województwa ciechanowskiego.
Na terenie przysiółka znajduje się wiele zieleni (przeważają lasy mieszane i liściaste) oraz pól uprawnych i łąk. W lasach zamieszkują m.in. dziki i lisy, miejski staw zamieszkują zaś bobry[!]).
Wierni Kościoła rzymskokatolickiego należą do parafii św. Jana Chrzciciela w Węgrze.